# Le Couronnement d'épines (Bosch, Londres)
Pour les articles homonymes, voir Le Couronnement d'épines.
Le Couronnement d'épines est un tableau du peintre néerlandais Jérôme Bosch, réalisé entre 1490 et 1500. Il est actuellement exposé à la National Gallery de Londres, Royaume-Uni.
Ce tableau ne doit pas être confondu avec une autre version réalisée par un suiveur de Bosch, Le Couronnement d'épines, présent au palais de l'Escurial, dans la banlieue de Madrid.